# Sticherus gracilis
Sticherus gracilis är en ormbunkeart som först beskrevs av Carl Friedrich Philipp von Martius, och fick sitt nu gällande namn av Edwin Bingham Copeland. Sticherus gracilis ingår i släktet Sticherus och familjen Gleicheniaceae. Inga underarter finns listade.